# Strangalia auripilis
Strangalia auripilis är en skalbaggsart som beskrevs av Chemsak 1969. Strangalia auripilis ingår i släktet Strangalia och familjen långhorningar. Inga underarter finns listade i Catalogue of Life.